# Ignacio Llácer
 (septembre 2014).
Si vous disposez d'ouvrages ou d'articles de référence ou si vous connaissez des sites web de qualité traitant du thème abordé ici, merci de compléter l'article en donnant les références utiles à sa vérifiabilité et en les liant à la section « Notes et références ».
Ignacio Llácer, né le 7 janvier 1916 à Llíria (Communauté valencienne, Espagne), est un footballeur espagnol qui jouait au poste de milieu de terrain.

## Biographie
Ignacio Llácer commence sa carrière au Levante UD en 1935. Sa carrière est interrompue en 1936 par la Guerre civile espagnole. À la fin de la guerre en 1939, il est recruté par le Valence CF. Il fait ses débuts avec Valence le 19 juin 1939 face à Osasuna. Il est alors âgé de 23 ans.
En 1940, il est recruté par le FC Barcelone où il joue pendant deux saisons. Il remporte avec le Barça la Coupe d'Espagne en 1942. Il retourne ensuite au Valence CF où il met un terme à sa carrière le 13 janvier 1946 lors d'un match contre l'Athletic Bilbao.

## Palmarès
Avec le FC Barcelone :
- Vainqueur de la Coupe d'Espagne en 1942

Avec le Valence CF :
- Champion d'Espagne en 1944